# دانشنامه ریاضی ایران
دانشنامه ریاضی ایران نخستین و تنها دانشنامه موضوعی ریاضیات در ایران به کوشش دکتر پرویز شهریاری و با تکیه بر فناوری‌های نوین اطلاعاتی است. دانشنامه ریاضی، دانشنامه جامعی پیرامون تمامی مباحث و موضوعات ریاضی دانشگاهی و دوره دبیرستان است که با وجود آنکه فناوری‌های نوین بر دانش ریاضیات استوار است مرجع مناسب و کاربردی برای متخصصان این حوزه به‌شمار می‌رود. این دانش‌نامه که تألیف آن ۲٫۵ سال زمان برده‌است به مباحث گوناگون ریاضیات می‌پردازد و دانش ریاضیات مبنای فناوری‌های پیشرفته همچون فناوری اطلاعات و ارتباطات قرار گرفته‌است براین اساس این دانشنامه مرجع مناسبی برای متخصصان فناوری اطلاعات و کاربرانی که در علم رایانه با الگوریتم سروکار دارند به‌شمار می‌رود.
پرویز شهریاری همراه با حمیدرضا امیری، یدالله ایلخانی‌پور، علاءالدین میرحبیب‌اللهی، هوشنگ شرقی، میرشهرام صدر، محمدعلی فریبرزی عراقی، احمد قندهاری، سید محمدرضا هاشمی موسوی و غلامرضا یاسی‌پور مؤلفان این دانشنامه هستند که رونمایی از آن همزمان با نکوداشت پرویز شهریاری چهره ماندگار ریاضی ایران و به کوشش کانون فرهنگی آموزش برگزار شد.